# Patrice de Mac-Mahon
Marie Edme Patrice Maurice, hrabě de Mac Mahon, vévoda z Magenty (13. července 1808, château de Sully, Saône-et-Loire – 8. října 1893, château de la Forêt, Loiret) byl francouzský maršál a třetí prezident Francie od 24. května 1873 do 30. ledna 1879.